# Wolters Kluwer Deutschland

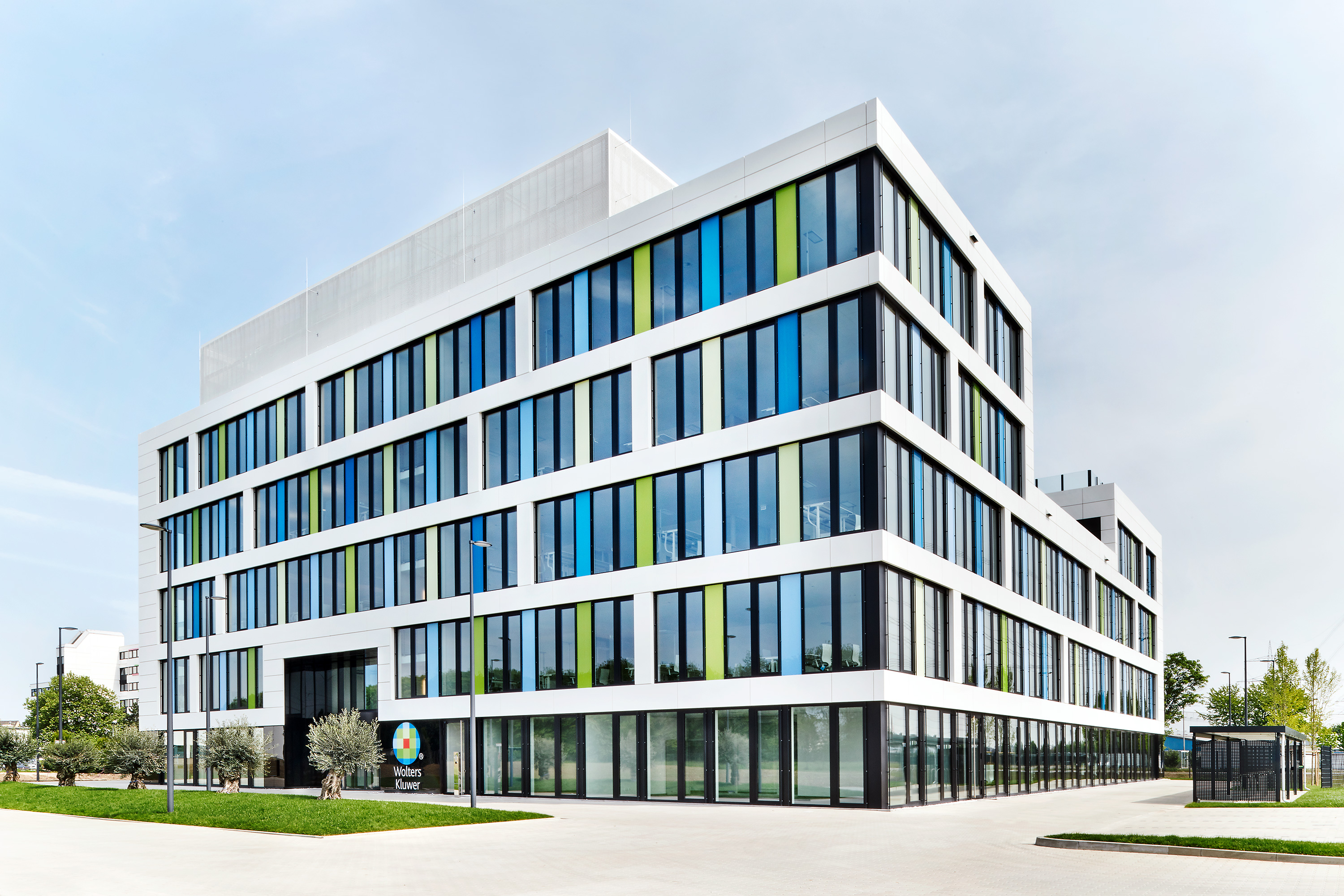
Der Hauptsitz WKEINS von Wolters Kluwer Deutschland in Hürth

Die Wolters Kluwer Deutschland GmbH ist ein Informationsdienstleister, der insbesondere in den Bereichen Recht, Wirtschaft und Steuern Fachinformationen in Form von Fachliteratur, Software und Services für den professionellen Anwender bietet. Das Unternehmen mit Hauptsitz "WKEINS" in Hürth beschäftigt an über 20 Standorten rund 1.200 Mitarbeiter.
Wolters Kluwer Deutschland ist Teil des internationalen Informationsdienstleisters Wolters Kluwer n.v. mit Sitz in Alphen aan den Rijn (Niederlande), der bei einem Jahresumsatz von (2019) von 4,6 Milliarden Euro weltweit rund 18.000 Mitarbeiter beschäftigt und Kunden in über 170 Ländern bedient. Über 70 % seiner Umsätze erzielt Wolters Kluwer im Geschäft mit digitalen Lösungen. Die Aktien werden unter anderem im AEX und Euronext 100 notiert.
CEO für Legal & Regulatory in Deutschland ist seit 2016 Martina Bruder, die zudem für die gesamte Region Central & Eastern Europe verantwortlich ist. Der Geschäftsbereich Tax & Accounting wird in Deutschland seit 2017 durch Stefan Wahle als CEO verantwortet.

## Geschichte
Das Unternehmen führt seine Wurzeln auf vier Verlagshäuser und Buchhandlungen zurück, die im 19. Jahrhundert in den Niederlanden entstanden sind: Wolters, Noordhoff, Samsom und Kluwer. Das 20. Jahrhundert war für die Unternehmen von Fusionen und Übernahmen geprägt, so fusionierte Wolter mit Nordhoff, Samson fusionierte zunächst mit A.W. Sijthoff und dann mit Wolters-Noordhoff. Nur Kluwer, das inzwischen international tätig war, blieb von den vier Häusern bis in die 1980er Jahre unabhängig. Um ein Übernahmeangebot von Elsevier abzuwehren, fusionierte Kluwer 1987 mit dann Wolters-Samsom. Die internationale Ausrichtung wurde intensiviert und gegen Ende des 20. Jahrhunderts ein Fokus auf Digitalisierung und E-Publishing gelegt. Am Ende des ersten Jahrzehnts des 21. Jahrhunderts wurden unter der 2003 zur Vorstandsvorsitzenden ernannten Nancy McKinstry 70 % der Umsätze mit digitalen Produkten und Dienstleistungen erzielt.

## Bereiche und Marken
Unter dem Dach der Wolters Kluwer Germany Holding GmbH ist Wolters Kluwer in Deutschland insbesondere mit den Divisionen „Legal & Regulatory“, „Tax & Accounting“ und „Health“ vertreten.

### Recht und Wirtschaft ("Legal & Regulatory")
- Im Bereich Recht bietet das Unternehmen Fachinformationen, Softwareanwendungen und Dienstleistungen für Juristen, Notare und Gerichte sowie Experten für Baurecht, Architekten, Immobiliensachverständige und Verwaltungsbehörden.

Zu den Marken aus dem Bereich zählen unter anderem: 
- AnNoText
- Wolters Kluwer Online[9]
- Legal Tribune Online

Im Bereich Wirtschaft bietet Wolters Kluwer Fachinformationen für die Wirtschaft und den öffentlichen Sektor. Das Portfolio umfasst Formulare, Fachbroschüren, Bücher, Loseblattsammlungen und Zeitschriften sowie elektronische Medien, Online-Produkte und Verwaltungssoftware, außerdem Fachkongresse.
- Carl Heymanns Verlag
- Carl Link Verlag
- Luchterhand Fachverlag

### Lektorate
Im Bereich Lektorate bietet das Unternehmen mit den Verlagsmarken Carl Heymanns Verlag, Luchterhand Fachverlag, Carl Link Verlag, Carl Link Kommunalverlag und Werner Verlag juristische Fachliteratur an. 

### Steuern und Rechnungswesen ("Tax & Accounting")
Der Bereich Steuern und Rechnungswesen bietet Softwarelösungen, Print- und Online-Publikationen sowohl für Geschäftskunden wie Steuerberater, Wirtschaftsprüfer oder mittelständische Unternehmen als auch für Endverbraucher. 
Zu den Marken aus dem Bereiche gehören unter anderem: 
- ADDISON, ehemals Taylorix
- Akademische Arbeitsgemeinschaft Verlag
- SBS Software GmbH[10]